# Hệ thống phân loại phim của MPAA
Hiệp hội Điện ảnh Hoa Kỳ - Motion Picture Association of America (MPAA) đưa ra Hệ thống phân loại phim của MPAA và áp dụng trên toàn lãnh thổ Hoa Kỳ để phân loại phim trước khi lưu hành rộng rãi nhằm đảm bảo tựa đề, nội dung và tính chất của phim đúng với đối tượng xem. Đây là hệ thống được sử dụng rộng rãi nhất trên toàn thế giới để phân loại phim cho các đối tượng xem trẻ em, thanh thiếu niên và người lớn.
Tại Hoa Kỳ, Hệ thống phân loại phim của MPAA là hệ thống được công nhận rộng rãi nhất do tính hợp lý và khoa học của nó. Hệ thống này không phải là hệ thống của Chính phủ Hoa Kỳ nên không có hiệu lực hành chính theo kiểu bắt buộc mà là hệ thống khuyến cáo có lý gợi ý cho công chúng sử dụng sao cho hợp lý vì lợi ích của chính họ và gia đình họ. Hệ thống này chỉ sử dụng trong công nghiệp điện ảnh vì MPAA đã có đăng ký và bảo vệ bản quyền cho hệ thống này.
Các khuyến cáo sẽ lưu ý là trong phim có hay không các nội dung đáng chú ý trước khi xem như "ngôn ngữ thô tục", "hình ảnh bạo lực", "các cảnh chiến đấu", "các pha tình cảm mùi mẫn"... để người bán hàng và người mua tự quyết định hành vi.

## Hệ thống phân loại

### Tiêu chuẩn phân loại
Hệ thống phân loại phim ảnh hiện hành của MPAA gồm:
| Biểu tượng phân loại | Nội dung phân loại |
| -------------------- | --- |
| G rating symbol      | G (General Audiences) – Phim dành cho mọi lứa tuổi Mọi người đều có thể xem. |
| PG rating symbol     | PG (Parental Guidance Suggested) – Phim có thể có một số chi tiết (hình ảnh, từ ngữ) không phù hợp với trẻ nhỏ. Bố mẹ cần cân nhắc khi cho con cái xem phim. Một số hình ảnh có thể không thích hợp cho trẻ em. |
| PG-13 rating symbol  | PG-13 (Parents Strongly Cautioned) – Phim có một số chi tiết không phù hợp với trẻ dưới 13 tuổi. Một số hình ảnh không thích hợp cho trẻ em dưới 13 tuổi. |
| R rating symbol      | R (Restricted) – Thanh thiếu niên dưới 17 tuổi không được xem phim nếu không có sự đồng ý của người lớn. Không dành cho người dưới 17 tuổi mà không có cha mẹ hoặc người giám hộ đi cùng do có thể gây hoảng loạn hoặc ảnh hưởng xấu đến tư duy, đạo đức của trẻ em. Mức này ở nhiều nước khác (nhất là các nước châu Á) sẽ bị xếp ở hạng "cấm trẻ em dưới 18 tuổi", đồng thời phải cắt bớt một số hình ảnh, nội dung không phù hợp với văn hóa bản địa. Ví dụ như phim điện ảnh Sex and the City ở Mỹ được dán nhãn R, nhưng khi chiếu ở Singapore thì bị xếp ở mức "cấm trẻ em dưới 18 tuổi", đồng thời phải cắt bỏ hết các cảnh khỏa thân, lộ ngực hay văng tục do "không phù hợp với văn hóa của người Hoa, người Mã Lai và người Ấn" (3 dân tộc chính của Singapore). |
| NC-17 rating symbol  | NC-17 (No One 17 and Under Admitted) – Phim hoàn toàn không dành cho khán giả dưới 17 tuổi, do có nhiều yếu tố gây ảnh hưởng xấu đến nhân cách, đạo đức, khuyến khích hành vi phạm tội. Mức này ở rất nhiều nước khác (ngoài Mỹ), đặc biệt ở châu Á thì sẽ bị xếp là phim cấm trình chiếu. |

Các nhà sản xuất phim thường gây áp lực với MPAA để bỏ phân loại NC-17 bởi chúng làm cho phim của họ bị thiệt hại nhiều (các nhà phân phối, bán lẻ ở Mỹ không muốn bán các DVDs loại NC-17 để tránh gây ác cảm cho phụ huynh; nhiều tờ báo uy tín từ chối điểm phim, quảng cáo các phim loại NC-17; trong khi nhiều nước thì cấm trình chiếu những phim mà Hoa Kỳ xếp loại ở mức NC-17.

### Khởi nguồn
Thực ra Hoa Kỳ đã bắt đầu phân loại phim khá muộn, sau nhiều quốc gia khác như Anh chẳng hạn. Hệ thống này thực ra bắt đầu từ tháng 1 tháng 11 năm 1968, sau một loạt chỉ trích, phê phán nặng nề về tình trạng bạo lực, các hình ảnh tình dục tràn lan trên màn ảnh.
Khi một bộ phim lưu hành mà chưa được phân loại, nó sẽ phải mang nhãn NR (Not Rated/Chưa phân loại ). "NR" không phải là một nhãn thuộc hệ thống phân loại của MPAA. Vì hệ thống phân loại của MPAA rất uy tín và người xem, người mua phim rất tin tưởng nên các bộ phim chưa phân loại theo hệ thống của MPAA, nhưng dự tính sẽ phân loại theo hệ thống này thường quảng cáo bằng câu: "This Film is Not Yet Rated" hoặc thường xuyên hơn cả là "Rating Pending."

### "Hard R"
Vào tháng 3 năm 2007, theo tạp chí Variety, Chủ tịch MPAA, ông Dan Glickman đã cố gắng đưa ra thêm một hạng trong thang phân loại là "Hard R" với các phim có quá nhiều bạo lực, tình dục, ngôn ngữ dung tục và gợi ý là những người từ dưới 18 tuổi không được xem, giống như phân loại NC-17 với những người từ dưới 17 tuổi. Cách phân loại này cuối cùng không được thêm vào vì khá trùng lặp với NC-17.

## Phân loại với các trailer phim
MPAA cũng phân loại các trailer phim trước khi chúng được phát sóng hàng loạt. Hệ thống này sử dụng 3 phân loại:
1. Băng xanh (màu xanh lá cây, hiện cả màn hình) cho trailer được trình chiếu cho tất cả mọi người.
2. Băng vàng (màu vàng chanh, hiện cả màn hình, chiếu trước các trailer của loại phim PG-13, R và NC-17).
3. Băng đỏ (màu đỏ cờ, hiện trên cả màn hình), áp dụng với các trailer cho phim hạn chế người xem (R và NC-17).

## Quá trình phân loại phim
Mặc dù MPAA chưa từng xuất bản một cuốn chỉ dẫn chi tiết về danh mục chính xác các từ ngữ, mức độ phô bày thân thể của diễn viên... khi phân loại phim và hệ thống hiện tại vẫn bị chỉ trích vì sự không rõ ràng, trước sau như một khi phân loại; vẫn có một số chỉ dẫn dựa trên hệ thống căn cứ của MPAA khi quyết định phân loại phim:
- Nếu một phim sử dụng các từ tục tĩu như fuck từ một tới 3 lần, phim này bắt đầu có khả năng bị xếp loại PG-13; mặc dù từ đó chỉ là lời chửi thề, không có ý nói về chuyện tình dục. Chính phim Be Cool, đã phải nhận oan loại PG-13 này khi Chili Palmer ca cẩm về ngành điện ảnh. Trong cảnh đó, từ fuck đã được thốt ra 2 lần mà thôi. Phân loại R cũng đã bị áp cho Terminator 3: Rise of the Machines vốn đã bị áp loại PG-13 về các cảnh bạo lực, chỉ vì có thêm 4 lần diễn viên dùng từ "fuck".

Khi phân loại, mỗi bộ phim đều bị "soi" rất kỹ lưỡng có bao lần sử dụng từ dung tục như fuck và tính chất sử dụng ra sao, có gợi dục không hay chỉ là chửi thề. Dù sao đi chăng nữa, khi xuất hiện các từ tương tự dù chỉ 1 lần, thì phim đó dễ dàng bị xếp loại PG-13 hoặc thê thảm hơn nữa là loại R.
- Khi trong phim có những cảnh sử dụng chất ma túy, dù là một loại khá nhẹ như cần sa, thì cũng đã bị xếp loại tối thiểu là PG-13 và có thể nặng hơn. Một dẫn chứng điển hình nữa của một phim bị phân loại PG-13 là Whale Rider với cảnh sử dụng chất kích thích chỉ thoáng qua. Nhà phê bình Roger Ebert đã chỉ trích MPAA về sự phân loại khá nghiêm khắc và cho rằng đó là "một hệ thống phản ứng rất hoang dã"[5]
- Hình ảnh hay cảnh thoáng qua của việc sử dụng chất kích thích có thể làm phim bị xếp loại PG-13 như phim Ray, có cảnh nhân vật chính Ray Charles sử dụng heroin và cần sa). Trường hợp có cảnh sử dụng chất kích thích mạnh và dù chỉ kéo dài vài giây, thậm chí phim sẽ bị xếp loại R hoặc NC-17. Phim Người vận chuyển, bị xếp loại R cũng vì vậy.
- Tháng 5/2007, MPAA thông báo thêm rằng thậm chí cảnh nhân vật hút thuốc lá cũng bị xem xét khi phân loại phim.[6]. Trong chỉ dẫn của mình, hãng Universal Studios đã lưu ý các nhà sản xuất về việc xuất hiện các cảnh hút thuốc trong phim. Nếu có cảnh đó, cần có cảnh báo "Phim này có cảnh sử dụng thuốc lá", cảnh báo đó xuất hiện trên cả các ấn phẩm marketing, vỏ đĩa DVD, cũng như phần generic ở cuối phim.[7]
- Phim có cảnh khỏa thân dễ dàng bị nhận xếp loại R. Lạc lối ở Tokyo có một cảnh khỏa thân ở hộp đêm và câu hát nền "sucking on my titties". Cảnh này dù chỉ ngắn mấy giây và cả phim chỉ cần xếp loại PG-13, song vì cảnh đó, phim vẫn bị phân loại R. Tại một số nước châu Âu có hệ thống phân loại tương tự, như Anh, Australia và Canada, phim có cảnh khỏa thân thoáng qua có thể nhận được phân loại nhẹ nhàng hơn một bậc. Tuy nhiên, các phim có cảnh lộ ngực phụ nữ đều bị xếp loại ít nhất là PG-13 (Titanic là dẫn chứng). Tại các nước châu Á, những phim có cảnh khỏa thân thường bị phân loại khắt khe nhất, đồng thời những cảnh nóng kéo dài (trên 3 giây) hoặc không che những bộ phận nhạy cảm thì sẽ bị cắt bỏ.
- Những phim có nội dung đồng tính sẽ bị xếp hạng khắt khe hơn 1 bậc.[cần dẫn nguồn] Những phim này dù chỉ có nội dung đồng tính thoáng qua cũng thường bị xếp là mức R. Nếu có cảnh thân mật rõ ràng giữa 2 nam/nữ đồng tính, phim sẽ bị xếp hạng NC-17.[cần dẫn nguồn]
- Những phim có giá trị về lịch sử và giáo dục thường được khoan dung hơn khi phân loại. Đã từng có ý kiến phàn nàn khi một phim dù có nhiều cảnh bạo lực như Saving Private Ryan từng bị xếp loại NC-17 nhưng thực ra phim đáng được tưởng thưởng và chuyện bạo lực dễ hiểu do việc mô tả sự tàn bạo của chiến tranh và ngôn ngữ của các chú lính chiến đương nhiên là đầy thô thiển. Tuy nhiên, sau đó phim không bị xếp NC-17, nhưng vẫn bị xếp loại R (phim cấm trẻ em). The Passion of the Christ cũng bị xếp loại R do có nhiều nội dung tranh cãi (tuy không mang tính đả kích) về tôn giáo, dù có sự ca tụng và bênh vực của rất nhiều con chiên của Chúa.
- Phim có cảnh bạo lực, trong đó có máu chảy sẽ dễ dàng bị xếp loại PG-13 hay thậm chí R, còn thông thường sẽ lãnh hẳn hạng NC-17. Phim "Scream" từng bị xếp loại NC-17 do "hình ảnh bạo lực kinh dị", nhưng sau đó do nhà sản xuất kêu ca khẩn khoản, phim được xếp nhẹ đi thành loại R với điều kiện cắt đi một số cảnh máu me kinh dị. Việc xếp loại còn chi li đến mức người ta đo đếm xem thời gian có đổ máu là bao lâu và lượng máu đổ trên màn ảnh là bao nhiêu. Phim có cảnh bạo lực song không đổ máu thường nhận được loại PG hay PG-13 (ví dụ như phim Alien vs. Predator, bản chưa phân loại có nội dung giống bản đã xếp PG-13; tuy nhiên mọi cảnh bạo lực đều có máu; tương tự với Pearl Harbor trong đó đã được thêm vào các vết thương do súng đạn và bạo lực rõ ràng để có được xếp hạng R cho phần cắt DVD của đạo diễn.) Bộ anime Appleseed được xếp loại PG-13. Tuy nhiên, có một cảnh người máy mecha nghiền nát đầu của một người đàn ông gây ra chảy máu. MPAA phân loại R vì "có một số cảnh bạo lực", nhưng cảnh này không được xác định rõ khi so sánh với các phim khác cùng loại, như The Matrix. (Cần lưu ý rằng ở Anh, Appleseed được xếp hạng 12A và ở Tây Ban Nha thì được xếp hạng 13.) There Will Be Blood có thể được đánh giá PG/PG-13, nhưng MPAA vẫn đánh giá hạng R cũng vì "có một số cảnh bạo lực". Có một cảnh trong đó một người đàn ông bị đánh bằng cây bowling và kết quả là một vũng máu nhỏ được chiếu trên màn hình.

### Ủy ban Phân loại và Xếp hạng của MPAA
Thành viên của Ủy ban Phân loại và Xếp hạng của MPAA, bao gồm cả các bậc phụ huynh tiến hành xem từng bộ phim, thảo luận về nó và bỏ phiếu để phân loại. Người ta thường không biết được các thành viên của Ủy ban này do họ có cam kết phải giữ bí mật về công việc và chức trách của mình, mặc dù công chúng vẫn biết tên tuổi của họ. Thành viên duy nhất công chúng và các nhà làm phim có thể biết chắc chắn, đó là ngài Chủ tịch, hiện thời là Joan Graves.
Nếu các nhà sản xuất phim cảm thấy không hài lòng với phân loại của phim trước khi phát hành, họ có thể tiến hành biên tập lại phim, sau đó trình lại lên MPAA. Họ cũng có thể khiếu nại lên Ban Khiếu nại để xét lại phân loại này. Có nhiều trường hợp đã được phân loại lại song chỉ giảm một cấp là tối đa.
Các thành viên của Ban Xếp hạng MPAA (Trong Ủy ban Phân loại và Xếp hạng của MPAA) hiện nay gồm:
- Joan Graves, Chủ tịch
- Anthony "Tony" Hey, Chuyên viên Xếp hạng cao cấp, 61,
- Scott Young, Chuyên viên Xếp hạng cao cấp, 51,
- Joann Yatabe, Senior Rater, 61,
- Matt Ioakimedes, 46, (đã làm việc 9 năm),
- Barry Freeman, 45,
- Arleen Bates, 44,
- Joan Worden, 56,
- Howard Fridkin, 47,
- Kori Jones,

Thành viên của Ban Khiếu nại của MPAA gồm:
- Matt Brandt, President, Trans-Lux Theatres
- Pete Cole, Film Buyer, The Movie Experience
- Bruce Corwin, Chairman & CEO, Metropolitan Theatres
- Alan Davy, Film Buyer, Regal Entertainment Group
- Mike Doban, President, Archangelo Entertainment
- Steve Gilula, CEO Fox Searchlight Pictures
- Frank Haffar, COO, Maya Cinemas
- John Lodigian, Vice President of Sales, Sony Pictures
- Michael McClellan, Vice President & Film Buyer, Landmark Theatres
- Milton Moritz, CA/NV Chapter President, National Association of Theatre Owners (NATO)
- Lew Westenberg, VP of Operations West Coast Division, Loews Cineplex Theatres
- Jonathan Wolf, Director, American Film Market
- Reverend James Wall, United Methodist Minister, National Council of Churches
- Harry Forbes, Representative, United States Council of Catholic Bishops